# Маґен ор
Маґен ор (івр. מגן אור, «Світловий щит») — ізраїльська система протиповітряної оборони зі зброєю спрямованої енергії. Призначена для знищення ракет малої дальності, артилерії та мінометів. Має радіус дії до 7 км, відстань яка занадто мала для системи «Залізний купол». Крім того, система може також перехоплювати безпілотні літальні апарати (БПЛА). 

## Назва
Робочою назвою проєкту цієї системи була «Керен барзель» (івр. קֶרֶן בַּרְזֶל), що перекладається як «Залізний промінь». Згодом була затверджена офіційна назва цього Маґен ор (івр. מגן אור) — «Світловий щит». Проте англомовний варіант первісної назви Iron Beam закріпилася у міжнародній та натівській номенклатурі.

## Історія
Проєкт системи вперше представлений на Сінгапурському авіасалоні в лютому 2014 року. Підрядником для розробки системи обрано компанію Rafael Advanced Defense Systems. Розробка системи фінансувалася Міністерством оборони Ізраїлю.
У квітні 2022 року Міністерство оборони Ізраїлю та Rafael оголосили, що в серії експериментів система успішно збила безпілотники, ракети, мінометні гранати та протитанкові ракети.
В жовтні 2023 року було оголошено про намір включити батареї «Маґен ор» до складу системи протиповітряного захисту на кордоні з Сектором Гази протягом 2025 року та протягом 2027 року на кордоні з Ліваном.

## Характеристика
Система базується на волоконному лазері, вдосконаленому, дешевшому у використанні та менш небезпечному для навколишнього середовища, на відміну від хімічного лазера, на якому базується система Nautilus при високій потужності. Батарея Iron Beam є мобільною і складається з радара протиповітряної оборони, блоку керування (C2) і двох систем HEL (лазер високої енергії). Він призначений для двох лазерних гармат потужністю 100—150 кВт потужності.
Система буде додатковим рівнем захисту в Ізраїлі та найнижчим у багаторівневій системі протиповітряного захисту Ізраїлю: «Залізний купол» (від ракет малої дальності), «Праща Давида» (від ракет середньої дальності, балістичні ракети малої дальності та крилаті ракети) і системи «Хец» — для перехоплення балістичних ракет великої дальності всередині та поза атмосферою.
Основними перевагами використання зброї спрямованої енергії перед звичайними ракетами-перехоплювачами є менші витрати на один постріл, необмежена кількість пострілів, менші експлуатаційні витрати та менша кількість робочої сили. Також немає уламків перехоплювача, які можуть впасти на цивільні об'єкти. Вартість кожного перехоплення є незначною, на відміну від дорогих ракет-перехоплювачів — близько 1000 доларів США за постріл, проти 50 000 доларів США за вистріл ракет.